# Cuori in onda
Salām namaste è un film di Bollywood diretto da Siddharth Anand nel 2005 con Saif Ali Khan e Preity Zinta. Il film è dedicato al padre del regista.
Si tratta della quarta volta in cui Saif Ali Khan e Preity Zinta recitano insieme.
Il titolo si riferisce alla stazione radio in cui lavora Ambar e significa la stessa cosa in due lingue diverse: è, infatti, un modo di salutarsi rispettivamente in urdu e in hindī. In Italia è noto anche come Cuori in onda, titolo con cui è stato trasmesso, seppur tagliato nelle scene musicali, da Rai1 nel ciclo Amori con... turbanti l'8 agosto 2009 in prima serata.
Il film è narrato in prima persona da Abhishek Bachchan, che alla fine compare come un dottore.
C'è anche un cameo del regista verso la fine nella parte del tassista.

## Trama
Salaam Namaste è una stazione radio di Melbourne, in Australia. Una delle conduttrici è Ambar, che conduce una trasmissione mattutina. Un giorno deve intervistare lo chef Nicki. La mattina dell'intervista il proprietario della radio, Deepa Niar, lo chiama al telefono, ma Nicki si è appena svegliato e dice che sta per arrivare. Ambar inizia a criticare Nicki, dicendo che non vuole venire alla sua trasmissione, che si vergogna delle sue origini indiane dato che ha cambiato nome. Nicki sente tutto in autoradio, chiama Niar che a sua volta lo fa parlare con Ambar. I due battibeccano al telefono e Ambar riattacca.
Il capo del ristorante incontra Nicki e gli fa notare che non c'è nessun cliente a causa della cattiva pubblicità fatta dalla radio e che l'indomani dovrà andare a chiedere scusa. Ambar intanto sta continuando la sua campagna contro il ristorante di Nicki, sconsigliandolo a tutti. Ron, un amico di Nicki, lo porta a un matrimonio per fare da chef; lungo la strada parlano della questione della radio e Ron consiglia a Nicki di citare il proprietario della stazione in tribunale. Così Nicki lo chiama e lo minaccia.
Durante il matrimonio Nicki tenta un approccio con Ambar, ma si presenta come Nick, un architetto; anche lei però si finge un'altra persona, una certa Amby. In breve i due comprendono la verità e si separano bruscamente. La mattina dopo Nicki si presenta in radio da Ambar per l'intervista: se la cava bene finché non le dice che la ama. Lei inizialmente lo prende per pazzo, ma dopo qualche riluttanza accetta di andare a vivere con lui.
Due mesi dopo anche Ambar comunica a Nick di essere incinta, ma entrambi vogliono l'aborto ma in seguito lei cambia idea e vuole tenere il bambino: il loro rapporto si incrina. Durante un litigio tra i due, il bimbo per la prima volta scalcia. Nick sembra commuoversi: inizia a comprare libri sulla maternità e una signora con un bambino in libreria le dice che, a prima vista, sarà un buon padre. Ambar si accorge del cambiamento di Nicki e una sera gli dice che dovrebbe farsi le analisi del sangue, perché ha piccoli problemi di talassemia e se anche lui li avesse, ciò potrebbe pregiudicare la salute del bambino. Nick ha paura degli aghi e le dice di no. Però il giorno dopo, a insaputa di Ambar, va in ospedale e fa le analisi. Lì scopre che Ambar è incinta di due gemelli.
Nick decide di comprare l'anello di fidanzamento, ma quando sta per uscire dal negozio vede Ambar che asseconda l'acquisto di un anello da parte del suo amico Jignesh. Deluso, si ubriaca in un bar, dove conosce una ragazza di nome Stella. I due finiscono a letto. Il giorno Nicki capisce che Ambar era al negozio solo per dare un consiglio a Jignesh. Nick riesce a ritrovarla e, proprio mentre si inginocchia per chiederle di sposarlo, si rompono le acque. Corrono allora all'ospedale, dove nascono due gemelli.

## Uscite internazionali
- Uscita in  India: 9 settembre 2005
- Uscita negli  USA: 9 settembre 2005

## Collegamenti ad altre pellicole
Le scene in cui Nick ed Ambar in cerca di casa, parlano con l'indiano divenuto ormai australiano convinto, sono un chiaro riferimento alla saga di Mr. Crocodile Dundee e la musica omaggia quella di Ennio Morricone nel film Il buono, il brutto, il cattivo.

## Musica
Nel film sono presenti quattro canzoni, di seguito elencate nell'ordine in cui compaiono.
- Salaam Namaste
- My Dil Goes Mmmm
- Tu Jahaan
- What's Goin' On?